# Ventôse (frégate)
Pour les articles homonymes, voir Ventôse (homonymie).
Le Ventôse (indicatif visuel F733) est une frégate française de la classe Floréal. Elle est basée dans les Antilles françaises, à Fort-de-France en Martinique et affectée aux Forces armées aux Antilles.
Schœlcher (Martinique) est la ville marraine de la frégate depuis le 21 juillet 2012.

## Artillerie
- 1 DCN mod.68 CADAM de 100/55 mm
- 2 × 1 GIAT 20.F2 de 20 mm

## Électronique
- Un radar de veille combiné Thomson CSF Mars (DRBV.21A)
- Deux radars de navigation (un Racal Decca 1229 et un DRBN.34A)
- Un contrôle d'armes CSEE Najir
- Un système Syracuse 2
- Un (1*10) lance-leurres CSEE Dagaie Mk.2
- Un détecteur radar Thomson CSF ARBR.17

## Carrière opérationnelle

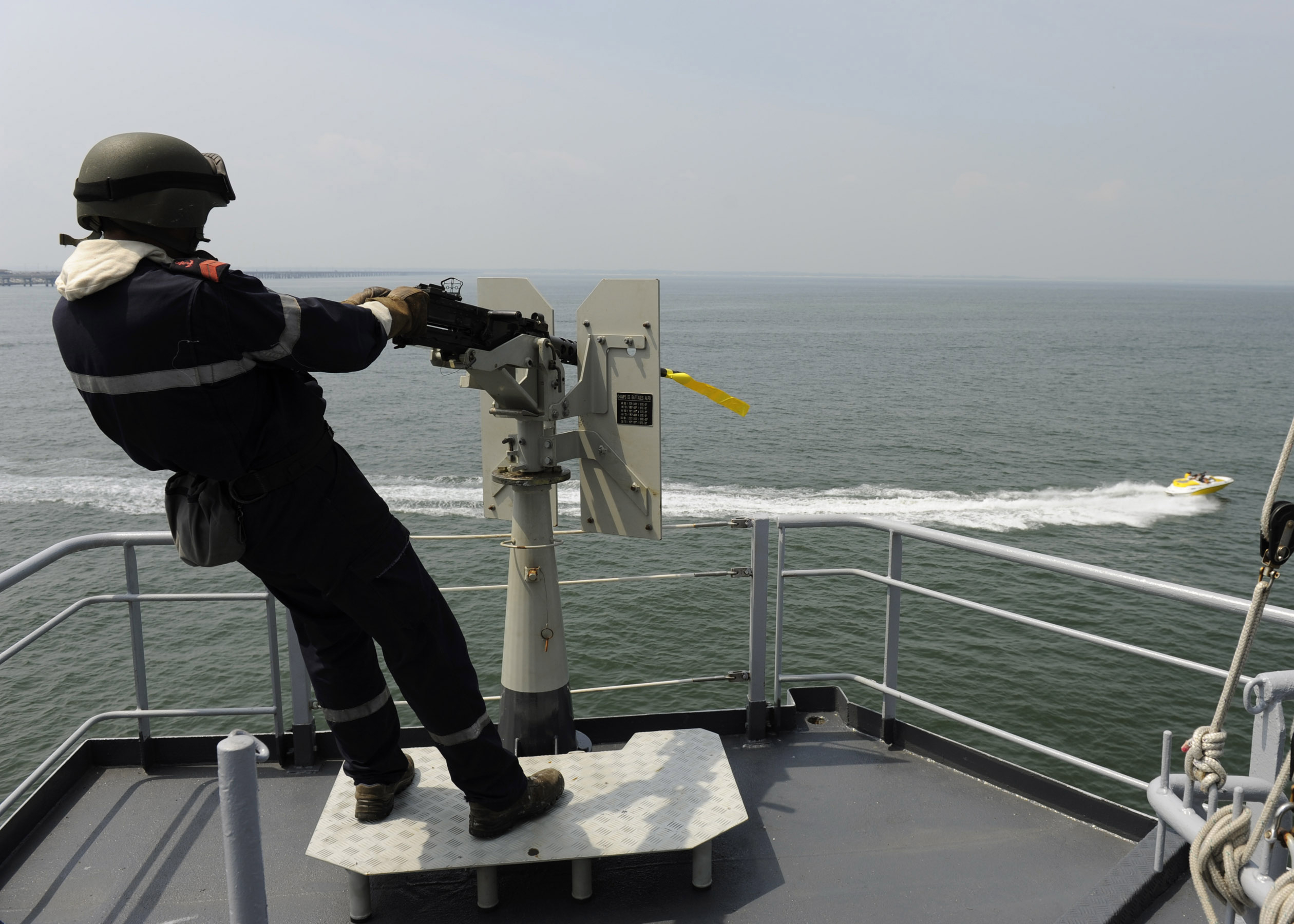
Marin français sur la Ventôse lors de l'opération FRIKUS 2011.

De février à mai 1997, la frégate Ventôse a participé à une mission dans les terres australes françaises (TAAF) afin d'y exercer la surveillance des pêches. Deux navires ont été arraisonnés durant cette période et confiés aux autorités françaises sur l'île de La Réunion.
Depuis le milieu des années 2000, le Ventôse participe à la lutte contre le trafic de stupéfiants dans les Antilles et toute la mer des Caraïbes dans un cadre de coopération internationale. Souvent, il a intercepté, avec l'aide de son hélicoptère embarqué, des go-fast (vedettes rapides) ou des voiliers utilisés par les narcotrafiquants pour transporter de grandes quantités de drogue, (en général de la cocaïne et de l'ordre de la tonne).
Le 2 juin 2009, la frégate Ventôse est envoyée au large du Brésil pour participer avec le TCD Foudre aux recherches du vol 447 Air France disparu le 31 mai 2009.
En juin 2015, la frégate a saisi un caboteur qui transportait 524 kg de drogue alors qu'elle patrouillait dans les Antilles.
En octobre 2015, le Ventôse a saisi plus de 2,3 tonnes de cocaïne et de marijuana sur deux embarcations rapides et deux voiliers lors d'arraisonnements les 24 septembre, 1er, 3 et 8 octobre. 
Sur décision de la cellule interministérielle et des Forces armées aux Antilles, le Ventôse appareille le 7 septembre 2017 pour se rendre à Saint-Martin et Saint-Barthélemy avec un chargement de fret de premier urgence pour les populations victimes de l'ouragan Irma.

## Télévision
Dans l'émission Mes Docs diffusée sur M6 le 2 mars 2016, les journalistes réalisent un reportage sur les commandos marine de Lorient, ceux-ci opèrent sur la frégate Ventôse.